# ناصر نظامی
ناصر نظامی (زادهٔ ۲۲ مرداد ۱۳۲۵ در کرج) صداپیشه (دوبلور) برجسته و پرسابقه ایرانی است.
وی در ۲۱ سالگی (سال ۱۳۴۶) با پیشنهاد برادرش که در آن زمان دوبلور بود در استودیویی به نام پاسارگاد در خیابان کوشک میدان فردوسی تهران (که چند تن از دوبلورهای بزرگ را در استخدام خود داشت) آزمون صدا داد و از فردای آن روز به کار دعوت شد.
نظامی استخدام در این استودیو را با وجود دستمزد ثابتش از آنجا که نقش‌های بزرگ از سوی مدیران دوبلاژ (به سفارش صاحب استودیو) به او سپرده می‌شده، یک حسن می‌شمرَد. نخستین نقش بزرگی که او دوبله کرد در فیلمی بود که به جای «برایان کیت» صحبت کرد اما سکوی پرش خود را سریال مرد شش میلیون دلاری می‌داند که دوبلهٔ نقش اول آن (لی میچرز) را به دوش داشت.
او گوینده تیپهای جدی و متن فیلمهای مستند رودخانه‌های بزرگ جهان، شما چه می‌دانید و… است و گویندگی و مدیر دوبلاژی انیمیشن، سریال و فیلمهای سینمایی خارجی و ایرانی چون دراکولا، زنان کوچک، آرتور، دور دنیا در هشتاد روز، ای کی یو سان، شرلوک هولمز، انیمیشن بتمن، سینمای حرفه ای، سریال معروف مرد ۶ میلیون دلاری، سینما پشت پرده، عامل ناشناخته و… را بر عهده داشته‌است. او مدیریت دوبلاژ را از سال ۱۳۶۸ آغاز کرد. او می‌گوید بیش از ۳۰۰ فیلم انیمیشن را دوبله کرده‌است.
نقش‌های مهم
| نقش              | بازیگر         | فیلم                               | نکات                       |
| ---------------- | -------------- | ---------------------------------- | -------------------------- |
| استیو آستین      | لی میجرز       | مرد ۶ میلیون دلاری                 |                            |
| جان بوک          | هریسون فورد    | شاهد                               | ساخته ۱۹۸۵ پیتر ویر        |
| دکتر واتسون      | دیوید برک      | ماجراهای شرلوک هلمز                | سری اول                    |
| ژئو              | میشل کنستانتن  | حفره                               | ساخته ۱۹۶۰                 |
| فرد دری          | دانا اندروز    | بهترین سال های زندگی ما            |                            |
| ارل هارتفورد     | کلود رینس      | شاهزاده و گدا                      | ساخته ۱۹۳۷                 |
| بازرس ری         | ادوارد پلات    | شورش بی دلیل                       |                            |
|                  | جوزف کاتن      | آخرین درخشش شفق                    |                            |
| ماركوس           |                | ايندياناجونز و آخرين جنگ هاي صليبي |                            |
| رولند            | لینو ونتورا    | ماجراجویان                         |                            |
| برونل            | لینو ونتورا    | تماس مدوسا                         |                            |
| شمشیرزن یک دست   | دیوید چیانگ    | انتقام شمشیرزن یک‌دست               | ساخت ۱۹۷۱                  |
| بارون            | یول برینر      | جاسوس سه جانبه                     |                            |
| ژنرال جک رپر     | استرلینگ هایدن | دکتر استرنج لاو                    |                            |
| سردسته گدایان    | جورج سی اسکات  | شاهزاده و گدا                      | ساخته ۱۹۷۷                 |
| مرد جذامی و قاضی | آنتونی زربه    | پاپیون                             |                            |
| ساکنوسم          | ثیر دیوید      | سفر به مرکز زمین                   |                            |
| پائولوس          | جف مارو        | خرقه                               | ساخته ۱۹۵۳                 |
| مرد دوازدهم      | لی جی کاب      | دوازده مرد خشمگین                  |                            |
| دکتر کلاین       |                | جنگیر                              |                            |
| سناتور گیه ری    | جی اسپرادلین   | پدر خوانده ۲                       |                            |
|                  | ژان رنو        | ساکت باش                           |                            |
| کاراگاه مورتی    | چارلز دارنینگ  | بعد از ظهر سگی                     |                            |
| رئیس زندان       | باب گانتون     | رستگاری در شائوشنگ                 |                            |
| جرج دبلیو بوش    |                | فارنهایت ۱۱/۹                      | فیلم مستند ساخته مایکل مور |
| فیدل کاسترو      |                | ۶۳۸ راه برای ترور فیدل کاسترو      | فیلم مستند                 |
| مارتین برون      | برندن گلیسون   | منطقه سبز                          |                            |

#### سایر
- انیمه بچه‌های کوه تاراک (راوی)
- انیمه بینوایان (ژان وال ژان)
- انیمه ماجراهای مارکوپولو (پدر مارکو)
- انیمه سفرهای میتی کومون (کایکو)
- انیمه دور دنیا در هشتاد روز (آقای فاگ)
- انیمه ماسک M.A.S.K. 1985 (مت ترکر / سرپرست گویندگان)
- انیمه گربه بازرس (گربه)
- انیمیشن دامبو فیل پرنده (کلاغ سیگاری)
- انیمه زنان کوچک (سرپرست گویندگان)
- انیمه قصه شهر و بیشه‌ها (سرپرست گویندگان)
- انیمه پسر کوهستان (پدربزرگ)
- انیمه دوقولوهای افسانه ای (ناخدا تورنیه)
- انیمه سرزمین دریایی (راوی ابتدای هر قسمت)
- انیمه سه تفنگدار (یکی از تفنگدارها)
- انیمه اسکروچ یا آواز کریسمس میکی‌ها (روح مارلی شریک اسکروچ)
- انیمه رابین هود (خروس راوی در دوبله اول)
- انیمیشن ناسور (حر بن یزید ریاحی)
- سریال ماجراهای جک وینسنت (آقای جک با بازی اولیور توبیاس)
- سریال سال‌های دور از خانه (یاشیرو)
- سریال آلمانی روباه پیر بازرس کرس (الکس دستیار سیاه‌پوست بازرس)
- سریال مینو (پدر مینو)
- سریال امام علی عدی بن حاتم با بازی رضا خندان)
- سریال تنهاترین سردار (مروان بن حکم با بازی فتحعلی اویسی)
- سریال پهلوانان نمی‌میرند (پهلوان ارسلان با بازی مصطفی عبداللهی)
- سریال مردان آنجلس (یکی از اصحاب غار با بازی اسرافیل علمداری)
- فیلم دیوانه از قفس پرید (تیبر با بازی کریستفر لوید)
- فیلم پدرخوانده یک (کلمنزا با بازی ریچارد اس. کاستلانو)
- فیلم بیل را بکش (بیل با بازی دیوید کارادین)
- فیلم نمایش ترومن (کریستوف با بازی اد هریس)
- فیلم کی نوزده دام مرگ (ناخدا پولنین با بازی لیام نیسون)
- فیلم پرستیژ (جان کاتر با بازی مایکل کین)
- فیلم جایی برای پیرمردها نیست (کلانتر اد تام بل با بازی تامی لی جونز)
- فیلم پاک کننده (مارشال با بازی جیمز کان)
- بازی گشت پلیس (جناب رعد)
- بازی civilization v دوبله شرکت مدرن